# Susi Berger
Susi Berger-Wyss (* 30. März 1938 in Luzern als Susanna Ottilia Franziska Wyss; † 2. April 2019 in Ersigen) war eine Schweizer Grafikerin, Produktdesignerin und Kunsthandwerkerin. Sie war mit Ueli Berger verheiratet, zusammen war das Künstler- und Designerehepaar als Susi und Ueli Berger bekannt.

## Leben und Arbeit
Susi Berger-Wyss wurde am 30. März 1938 als Tochter von Alice Wyss-Halter, einer Sprachlehrerin, und Hans Wyss, einem Kaufmann, der sich für Kunst, Musik, Architektur und Fotografie interessierte, geboren. In Luzern geboren, wuchs sie in Bern als mittleres Kind auf (Geschwister Hansjörg, * 1935, und Hedi, * 1940) und besuchte dort das Gymnasium.
1958 schloss sie ihre Grafiklehre unter anderem bei Walter Ottiger und Ernst Jordi mit eidgenössischem Diplom ab. Parallel dazu nahm sie klassischen Gesangsunterricht und trat regelmässig an Liederabenden auf. Im gleichen Jahr lernte sie Ueli Berger an der Kunstgewerbeschule kennen. Sie war zeitlebens auch als selbstständige Grafikerin tätig. Nach der Lehre arbeitete sie von 1958 bis 1962 in der Werbeagentur Sandmeier (später Young & Rubicam). 1962 wurde sie in den Verband Schweizer Grafiker (VSG) aufgenommen.
Als freiberufliche Grafikerin konzipierte sie Erscheinungsbilder für unterschiedliche Kunstgalerien, entwarf Ausstellungsplakate und arbeitete mit Architekturbüros in den Bereichen Farbgebung, Materialwahl und Informationsdesign für öffentliche Bauten (z.B die PTT in Olten und Solothurn und die Berufsbildungszentren in Grenchen und Olten). Darüber hinaus entwarf Susi Berger auch Schmuck, Textilien und Keramik und befasste sich – zu einem späteren Zeitpunkt – mit Fotografie.
Im Laufe ihrer Karriere war Susi Berger-Wyss regelmässig Mitglied unterschiedlicher Jurys und Expertengruppen. In den 70er Jahren war sie Mitglied der Schweizer Plakatjury und diente bis in den 90er Jahren – zusammen mit Ueli Berger – als Expertin für die Beurteilung der Diplomarbeiten der Fachklasse für Freie Kunst an der Schule für Gestaltung in Bern. 2004 war sie in der Jury für den Bärenpark, Bern.

## Leben und Zusammenarbeit mit Ueli Berger
Siehe auch: Susi und Ueli Berger
Susi und Ueli Berger lernten sich an der Kunstgewerbeschule in Bern kennen und heirateten 1962. Das Paar hat drei Kinder (* 1963, * 1964, * 1967).
Parallel zu den eigenen Kunst- und Designprojekten haben Ueli und Susi Berger ein Leben lang gemeinsame Projekte entwickelt. Ihre Zusammenarbeit war multidisziplinär und umfasste Design, Kunst, Grafik, Kunst am Bau, Kunst im öffentlichen Raum und Kunsthandwerk. Ein genauer Zeitpunkt für den Anfang der Zusammenarbeit lässt sich nicht definieren. Ihre Beziehung war jedoch von Anfang an von einem regen Ideenaustausch geprägt. Dieser führte ab Anfang der 60er Jahre zu einer engen und fruchtbaren Zusammenarbeit beim Entwurf von Möbeln und ab den 70ern auch zu gemeinsamen Interventionen an Gebäuden und im öffentlichen Raum.
Die Zusammenarbeit hat zum Entwurf und zur Produktion ikonischer Arbeiten geführt – besonders im Bereich des Möbeldesigns.

## Werke (Auswahl)
Siehe auch: Susi und Ueli Berger
- 1985: Schweizerstuhl, Tenta-Werke, Hasle-Rüegsau

Susi und Ueli Berger
- 1967: Soft Chair, Victoria-Werke AG, Baar
- 1968: Multi-Soft, Victoria-Werke AG, Baar
- 1970: Wolkenlampe, Vertrieb seit 2002 Wohnbedarf Basel
- 1972: 5-Minuten-Stuhl, Einzelstücke
- 1977: Reaktionstisch, Kleinserie, Röthlisberger, Gümligen BE
- 1981: Kung-Fu, Röthlisberger, Gümligen BE
- 1981: Schubladenstapel, Röthlisberger, Gümligen BE

## Auszeichnungen
- 2010: Grand Prix Design für Susi und Ueli Berger, Bundesamt für Kultur, Bern (posthum für Ueli Berger)[3]
- 2017: Berner Design Preis, für Susi und Ueli Berger, (posthum für Ueli Berger)[4]

## Ausstellungen (Auswahl)
- 1999–2001: Museum für Gestaltung Zürich, im Schaulager, Werkschau Berger: Möbel und Objekte (mit Ueli Berger)
- 2007: Kunstmuseum Bern, Susi Berger. Anonyme Skulpturen 1978–2007
- 2018: Museum für Gestaltung Zürich, PA-DONG! Die Möbel von Susi und Ueli Berger